# Camille Claudel (film)
Pour les articles homonymes, voir Camille Claudel (homonymie) et Claudel.
Pour plus de détails, voir Fiche technique et Distribution.
Camille Claudel est un film français réalisé par Bruno Nuytten, sorti en 1988. Il s'agit d'un film biographique sur la sculptrice Camille Claudel, sœur du poète, dramaturge et diplomate Paul Claudel et égérie d'Auguste Rodin.

## Synopsis
Camille Claudel voue ses jours et ses nuits à sa passion, la sculpture. Soutenue par son père et son frère Paul, elle rêve d'entrer dans l'atelier du grand maître Auguste Rodin. Après lui avoir démontré son talent et sa détermination à travailler avec lui, elle est engagée comme apprentie avec son amie Jessie. Camille tombe rapidement éperdument amoureuse du maître. Elle devient sa maîtresse et son égérie.

## Fiche technique
- Titre : Camille Claudel
- Réalisateur : Bruno Nuytten
- Premier assistant-réalisateur : Frédéric Blum
- Scénario : Bruno Nuytten et Marilyn Goldin, avec la participation de Misa Terami aux dialogues, d'après le livre de Reine-Marie Paris
- Musique : Gabriel Yared
- Directeur de la photographie : Pierre Lhomme
- Costumes : Dominique Borg
- Décors : Bernard Vezat
- Affiche : Philippe Lemoine
- Montage : Joëlle Hache, Jeanne Kef
- Son : François Groult, Dominique Hennequin et Guillaume Sciama
- Producteurs : Isabelle Adjani, Bernard Artigues, Christian Fechner
- Sociétés de production : Les Films Christian Fechner, Lilith Films IA, Gaumont, Antenne 2, DD Productions
- Société de distribution : Gaumont
- Pays de production :  France
- Format : couleur par Fujicolor — 2.35:1 Panavision — son Dolby SR — 35 mm
- Genre : drame, biographique
- Durée : 175 minutes
- Date de tournage : du 14 septembre 1987 au 15 février 1988
- Dates de sortie :
  - France : 7 décembre 1988
  - Belgique : 22 décembre 1988 (Gent)
  - Allemagne de l'Ouest :
    - février 1989 (Berlin International Film Festival)
    - 18 mai 1989

  - USA : 21 décembre 1989

## Distribution
- Isabelle Adjani : Camille Claudel
- Gérard Depardieu : Auguste Rodin
- Laurent Grévill : Paul Claudel

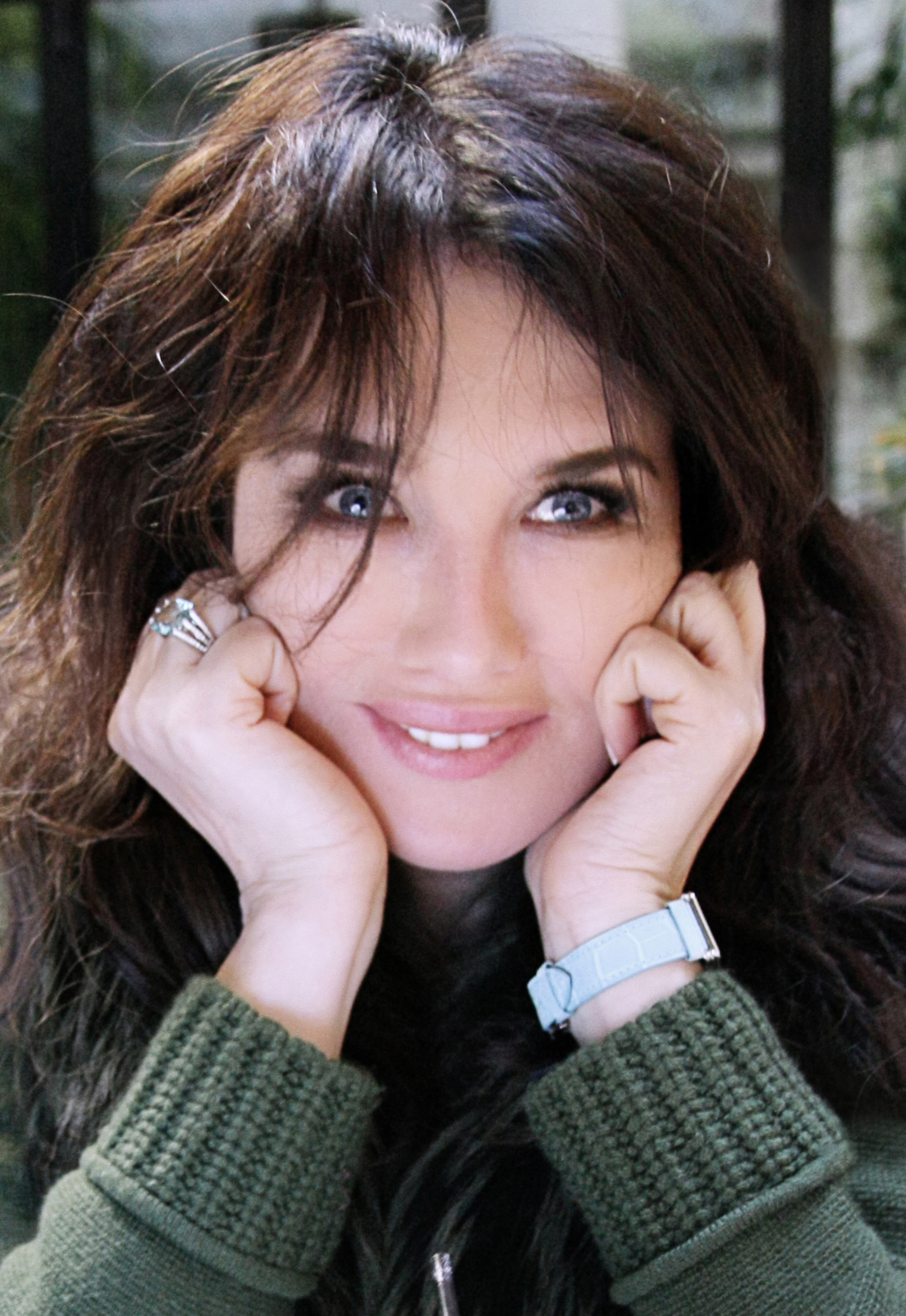
Isabelle Adjani

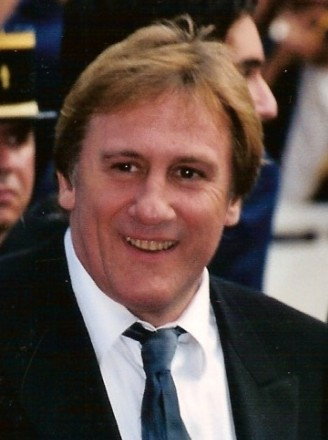
Gérard Depardieu

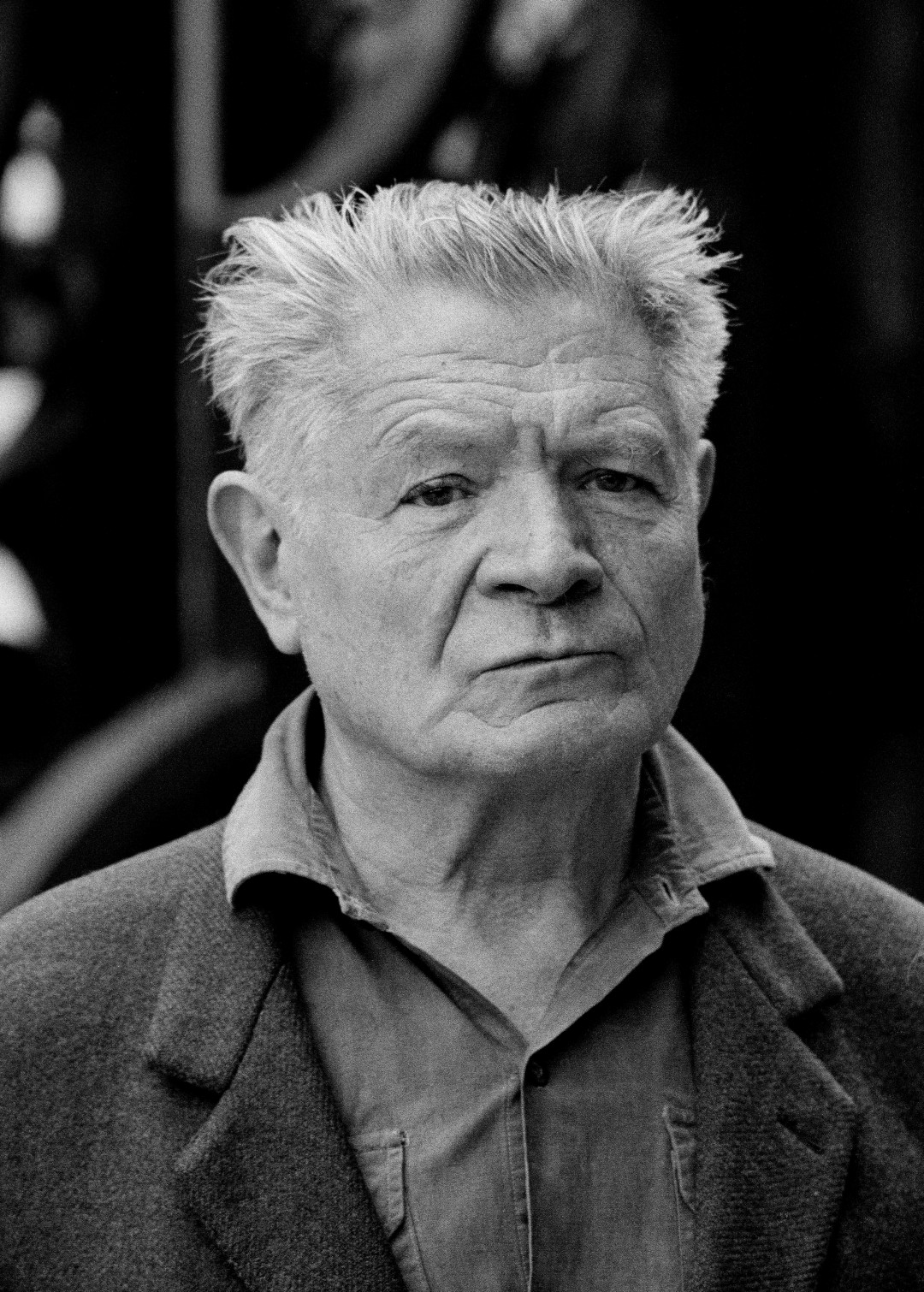
Alain Cuny

- Alain Cuny : Louis-Prosper Claudel, le père de Camille et de Paul
- Madeleine Robinson : Louise-Athanaise Claudel, la mère de Camille et de Paul
- Katrine Boorman : Jessie Lipscomb
- Maxime Leroux : Claude Debussy
- Danièle Lebrun : Rose Beuret, la compagne de Rodin
- Jean-Pierre Sentier : Limet
- Roger Planchon : Morhardt
- Aurelle Doazan : Louise Claudel
- Madeleine Marie : Victoire
- Philippe Clévenot : Eugène Blot
- Flaminio Corcos : Marcel Schwob
- Roch Leibovici : P'tit Louis
- Gérard Darier : Marcel
- Benoît Vergne : Auguste Beuret
- Philippe Paimblanc : Giganti
- Hester Wilcox : Adèle
- Ariane Kah : la femme accroupie
- Patrick Palmero : le photographe
- Anne-Marie Pisani : la cantatrice
- François Berléand : le docteur Michaux
- Martin Berléand : Robert (le petit garçon à la balle)
- Denise Chalem : Judith Cladel
- Claudine Delvaux : la concierge
- Lison Bonfils : la maîtresse de la pension de famille
- Dany Simon : Madame Morhardt
- Michel Béroff : le pianiste
- Eric Lorvoire : Ferdinand de Massary
- François Revillard : l'huissier

## Tournage
Le film a été tourné dans les départements : [réf. nécessaire]
- de l’Aisne :
  - à Villeneuve-sur-Fère ;
- des Yvelines :
  - au château de Versailles,
  - au château d'Issou ;
- de Seine-et-Marne
  - à Noisiel ;
- de Paris :
  - à l’hôtel de Beauvais, 68 rue François-Miron, 4e arrondissement,
  - à l’École des beaux-arts, 14 rue Bonaparte, 6e arrondissement (scène du banquet des barbus),
  - au Grand Palais, 8e arrondissement,
  - au lycée Louis-Le-Grand, 5e arrondissement.

## À propos du film
- Ce film est un projet voulu et lancé par Isabelle Adjani, le film contribua à faire connaître l'œuvre de Camille Claudel auprès du grand public. Plusieurs biographies avaient été écrites sur la sculptrice, mais le film s'appuie principalement sur le livre écrit par sa petite-nièce Reine-Marie Paris, petite-fille de Paul Claudel.
- L'acteur Alain Cuny, qui interprète le rôle du père de Paul et Camille Claudel, a interprété de nombreuses fois au théâtre les œuvres de Paul Claudel.
- Il s'agit du deuxième rôle au cinéma pour Laurent Grévill.
- La scène finale du film voit une voiture estampillée au nom de l'hôpital de Ville-Évrard. Pourtant, cet hôpital ne sera qu'un établissement temporaire de soins (à partir du 10 mars 1913). Camille Claudel finira sa vie dans l'asile d'aliénés de Montdevergues de Montfavet (séjour du 12 février 1915 au 19 octobre 1943, jour de sa mort par un ictus apoplectique).
- Jacques Doillon qui réalisa en 2017 Rodin, un film centré là aussi sur la relation de l'artiste avec Camille Claudel, indiqua que Marilyn Goldin, la petite-nièce de Camille Claudel, participa à l'écriture du scénario et fit un portrait à charge contre Rodin pour dédouaner Paul Claudel[1].

## Distinctions

### Récompenses
- Césars 1989 :
  - meilleur film ;
  - meilleure actrice pour Isabelle Adjani ;
  - meilleurs décors pour Bernard Vezat ;
  - meilleure photographie pour Pierre Lhomme ;
  - meilleurs costumes pour Dominique Borg.

- Festival de Berlin 1989 : 
  - Ours d'argent de la meilleure actrice pour Isabelle Adjani.

### Nominations
- Césars 1989 :
  - meilleur acteur pour Gérard Depardieu ;
  - meilleur acteur dans un second rôle pour Alain Cuny ;
  - meilleur espoir masculin pour Laurent Grévill ;
  - meilleure musique pour Gabriel Yared ;
  - meilleur montage pour Joëlle Hache et Jeanne Kef ;
  - meilleur son pour Guillaume Sciama, Dominique Hennequin et François Groult ;
  - meilleure première œuvre.

- Oscars 1990 :
  - meilleure actrice pour Isabelle Adjani ;
  - meilleur film étranger.

- Golden Globes 1990 :
  - meilleur film étranger.